# Rachel Winter
Rachel Winter (Geburtsname Rachel Rothman) ist eine US-amerikanische Filmproduzentin. Bei der Oscarverleihung 2014 war sie in der Kategorie Bester Film für den Film Dallas Buyers Club nominiert.

## Leben
Sie wuchs in Los Angeles auf. Ihren ersten Kontakt mit dem Filmbusiness hatte sie bei einem Praktikum in der Produktionsabteilung einer Softporno-Produktionsfirma, das sie über einen Bekannten im jüdischen Gemeindezentrum erhielt. In einem etablierten Studio war sie erstmals als Vize-Präsidentin der Produktion für Cary Brokaw's Avenue Pictures tätig. Dort produzierte sie den Film Wayward Son. Anschließend machte sie sich selbständig und war an Produktionen wie The Lather Effect und Brooklyn Rules beteiligt.
2014 war sie gemeinsam mit Robbie Brenner für den Film Dallas Buyers Club für den Oscar in der Kategorie Bester Film nominiert. Sie ist mit Terence Winter verheiratet, der im selben Jahr für The Wolf of Wall Street für den Oscar in der Kategorie Bestes adaptiertes Drehbuch nominiert war.

## Filmografie (Produktion)
- 1994: Silk Degrees
- 1994: The Last Chance – Die Nacht der Entscheidung (Hong Kong ’97)
- 1995: Nosferatu – Vampirische Leidenschaft (Embrace of the Vampire)
- 1997: Buddy
- 1998: Finding Graceland – Unterwegs mit Elvis (Finding Graceland)
- 1998: Bury Me in Kern County
- 1999: Wayward Son
- 2006: Long Lost Son
- 2006: The Lather Effect
- 2007: Brooklyn Rules
- 2013: Dallas Buyers Club
- 2015: Stealing Cars
- 2021: The Space Between – Im Rausch der Musik (The Space Between)
- 2023: Shooting Stars